# دونكان روس
دونكان روس هو سياسي كندي، ولد في 15 مايو 1870 في كندا، وتوفي في 30 يونيو 1915. حزبياً، نشط في الحزب الليبرالي الكندي. وقد انتخب عضو مجلس العموم الكندي.